# Копій Леонід Іванович
Леонід Іванович Копій (нар. 23 березня 1957, Сокаль) — український лісівник, завідувач кафедри екології Національного лісотехнічного університету України, доктор сільськогосподарських наук, професор. Академік Лісівничої академії наук України (ЛАНУ).

## Життєпис
Копій Леонід Іванович народився 23 березня 1957 року в місті Сокаль Львівської області України.
У 1982 році закінчив Львівський лісотехнічний інститут (тепер — Національний лісотехнічний університет України, Львів) за спеціальністю «Лісове господарство», отримав кваліфікація — «Інженер лісового господарства». Після закінчення ВНЗ у 1982 році Копій Л. І. працював помічником лісничого Кунівського лісництва Ізяславського лісгоспу Хмельницької області. З 1983 року вчився в аспірантурі, а пізніше працював на посадах асистента, доцента, професора спочатку Львівського лісотехнічного інституту, пізніше — Українського державного лісотехнічного університету та Національного лісотехнічного університету України.
Доктор сільськогосподарських наук з 2004 року за спеціальністю 06.03.03 — лісознавство і лісівництво. Дисертаційна робота захищена у 2003 році в Українському державному лісотехнічному університеті (Львів). Вчене звання професора присвоєно у 2006 році по кафедрі лісівництва цього ж університету. До 2008 року викладав на кафедрі лісівництва, а з 2009 року завідує кафедрою екології Національного лісотехнічного університету України.
Підготовку фахівців здійснює за напрямами підготовки «Лісове та садово-паркове господарство», «Екологія». Викладає навчальні дисципліни: «Історія лісівництва», «Лісознавство», «Екологія лісу», «Лісівництво». Загальний стаж роботи становить 35 років, науково-педагогічний стаж — 26 років.
Професор Копій Л. І. здійснює керівництво аспірантурою з 2000 року. Під його керівництвом захищена одна кандидатська дисертація. Член спеціалізованих вчених рад при Національному лісотехнічному університеті України по захисту кандидатських і докторських дисертацій за спеціальністю 06.03.03 — лісознавство та лісівництво та спеціалізованої вченої ради цього ж університету за спеціальністю 08.00.06 — економіка природокористування та охорона навколишнього середовища. Професор Копій Л. І. є член-кореспондентом Української екологічної академії наук.

## Наукові праці
Основні напрямки наукових досліджень професора Копія Л. І.: історія розвитку лісового господарства, проблеми ведення лісового господарства, лісовідновні процеси в деревостанах, відтворення лісових насаджень на девастованих землях. Вчений опрацьовує системи рубок головного користування, питання оптимізації лісистості, оптимізації структури земельних угідь, вивчає мікрокліматичний вплив захисних лісових насаджень на сільгоспугіддя. Займається питаннями застосування типологічних основ ведення лісового господарства у практичній діяльності. Вивчає особливості природного відновлення головних лісоутворювальних деревних порід України, формування корінних та високопродуктивих насаджень з метою посилення депонування вуглецю, проблеми оптимізації вікової структури деревостанів, заліснення низькопродуктивних і порушених земель, екологію рекультивації порушених ґрунтів.
За роки науково-педагогічної діяльності професор Копій Л. І. видав багато наукової та навчально-методичної літератури:
- Копій Л. І. Теоретичні аспекти збільшення лісистості західного регіону України // Науковий вісник Українського лісотехнічного університету. — Л., 1996. Випуск 5.
- Генсірук С. А., Нижник М. С., Копій Л. І. Ліси Західного регіону України. — Львів: Атлас, 1998. — 408 с.
- Копій Л. І., Фізик І. В. Оптимізація лісистості в агроландшафтах північно-східної частини Волинської височини. — Львів: Еней, 1999. — 139 с.
- Бондаренко В. Д., Землинський С. М., Копій Л. І. Лісівництво. Термінологічний словник. — Львів: НЛТУ України. — 2006. — 84 с.
- Копій Л. І. Методологічні основи оптимізації лісистості західного регіону України // Науковий вісник. — Львів: УкрДЛТУ, 2005. — Випуск 15.3. — С. 28-35.
- (англ.) Kopiy L. Natural regenerations of oak plantatios as the basis for high-yielding capacity and stability // Possible limitation of decline phenomena in broadleaved stands. — Warsaw: Forest Research Institute (FRI), 2006. — P. 119—124.
- Копій Л. І. Зонування території західного регіону України для потреб розширення площі лісових насаджень // Наукові праці ЛАНУ. — Львів: Видавництво Львівська політехніка. — 2002. — Випуск 3. — С. 47-54.
- Копій Л. І. Перспективи розширення лісоресурсного потенціалу Західного регіону України // Лісове господарство, лісова, паперова і деревообробна промисловість. — 2006. — Випуск 32. — С. 229—238.
- Копій Л. І. Шляхи посилення позитивного впливу лісових екосистем на екологічний стан довкілля Рівненщини // Лісове господарство, лісова, паперова і деревообробна промисловість. — 2008. Випуск № 34.